# USS Chesapeake (1799)

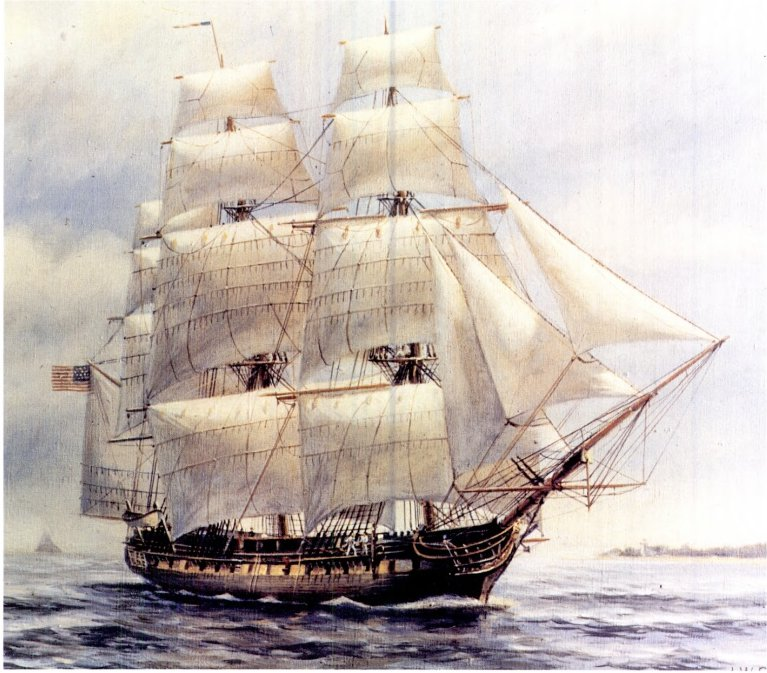
USS Chesapeake (1799)

De USS Chesapeake (1799) was een 38 kanonnen tellend fregat van de United States Navy tijdens de Quasi-oorlog en de Oorlog van 1812. De USS Chesapeake was een van de zes oorspronkelijke fregatten gebouwd als gevolg van de Marinewet van 1794. Het zeilschip werd het middelpunt van de Chesapeake-Leopard-zaak, toen het werd aangevallen, gepraaid en veroverd door de Britse HMS Leopard in 1807, nog vóór het uitbreken van de oorlog van 1812 tussen de Verenigde Staten en Groot-Brittannië.

## Eerdere diensten
Het werd te water gelaten op 2 december 1799 door Gosport Navy Yard, waar Josiah Fox de dienst uitvoerde als Master Constructor (Meester-Bouwer-Ontwerper), en in dienst gesteld in het begin van het jaar 1800, met kapitein James Barron als bevelhebber.
De USS Chesapeake zeilde vanuit Norfolk, Virginia op 6 juni 1800 en sloot zich aan bij het eskader voor patrouilletochten nabij de zuidelijke oostkust van de Verenigde Staten en in West-Indië, tijdens de Quasi-oorlog met Frankrijk. Gedurende deze reis veroverde hij het Franse kaperschip La Jeune Creole op 1 januari 1801.
Een aantal van hun schepen bleven in Amerikaanse handen bij het einde van de zeeoorlog met Frankrijk. De USS Chesapeake werd voorlopig buiten dienst geplaatst te Norfolk gedurende de periode van het jaar 1801.
Daarna werd hij weer zeeklaar gemaakt voor zijn vertrek van Hampton Roads op 27 april 1802, met een reisaanvang naar de Middellandse Zee als vlaggenschip voor commodore Richard V. Morris.
Daar legde hij mede een blokkade aan voor Tripoli en begeleidde konvooien van Amerikaanse handelsschepen tot 6 april 1803, waarna hij vertrok vanuit Gibraltar naar Amerika.
Daar aangekomen werd hij voorlopig opgelegd aan de Washington Navy Yard op 1 juni 1803.

## De Chesapeake-Leopard-zaak

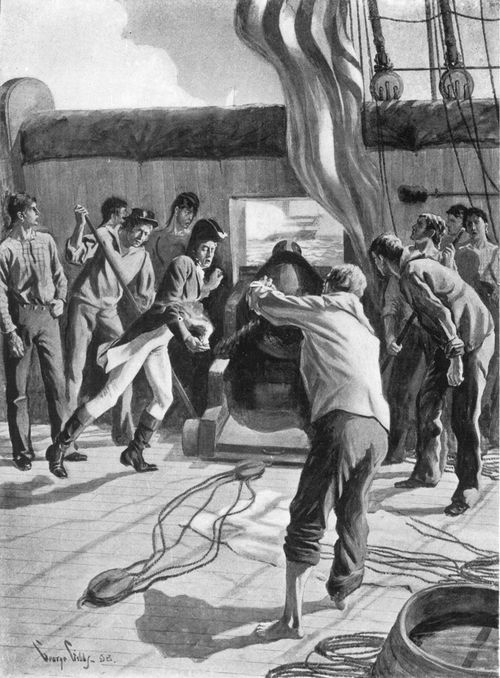
Kanonniers van de USS Chesapeake vuren hun enig schot op de HMS Leopard

Toen de spanning ten top steeg voor beide machten, en vooral door de Britten, die inbreuk maakten op de Amerikaanse neutraliteit en voor het optreden tegen Amerikaanse zeelui die door de Britten geschonden werden, werd de USS Chesapeake gereed gemaakt voor patrouille- en konvooitaken. Hij werd onder bevel gebracht van commodore James Barron, die omschreven werd als:

"a mediocre sailor with an gift for ingratiating himself with influential Republicans",

(een middelmatige zeeman met een gave voor ondankbaarheid tegenover invloedrijke Republikeinen.)

Op 21 juni 1807 brak de USS Chesapeake vanuit Hampton Roads uit en passeerde een Brits eskader dat daar opereerde in het gebied voor het onderscheppen van Franse schepen tot aan Annapolis, Maryland.
Een fregat van het Britse eskader, de HMS Leopard volgde de USS Chesapeake op zee. Daar praaide de gezagvoerder van de HMS Leopard de USS Chesapeake en vroeg hun van op roepafstand om uitlevering van verscheidene deserteurs van de Royal Navy.
Toen Barron daarop weigerde, vuurde de HMS Leopard een snel succesvol breedzijsalvo van dichtbij op het Amerikaanse schip, en doodde hiermee drie Amerikaanse manschappen en verwondde 18 man, waaronder Barron. Het Amerikaanse fregat was eveneens flink geraakt aan de scheepsboord.
Dit was een aanval op een neutraal schip en in plaats dat Barron wettelijk zou terugvechten, besloot hij, om onduidelijke redenen nog, tot overgave.
Barron streek de vlag en de Britten klommen aan boord en minachtend weigerden ze het verzoek van commodore Barron voor een duidelijker overleg en regeling. Ze onderschepten vier Britse deserteurs aan boord. De Britse officieren negeerden daadwerkelijk de hogere Amerikaanse rang van commodore Barron, die het allemaal liet begaan. De USS Chesapeake werd overgenomen door de Britten als oorlogsbuit. Vermoedelijk wilde Barron de Britten niet openlijk provoceren, (wat zij wél deden) omdat de Amerikanen nóg niet in oorlog waren met hen, en geen vroegtijdige oorlog wilde ontketenen, zonder een officiële oorlogsverklaring. Maar de spanningen waren er al, daar de Britten zich overal in mengden met het Amerikaans koloniaal bestuur.
Naar aanleiding van de Chesapeake-zaak schakelde de Amerikaanse regering van de Amerikaanse president Thomas Jefferson hun toenmalige verantwoordelijke stafchef in Londen, James Monroe, met het verzoek aan de Britse regering tot strafmaatregelen tegen de kapitein van de HMS Leopard, een schadevergoeding, openbare en officiële verontschuldigingen door een speciale afgevaardigde naar Washington D.C. en een toezegging dat de Britse regering geen druk meer zou uitoefenen op Amerikaanse zeelieden op koopvaardij- en marineschepen.
De USS Chesapeake keerde vanuit Groot-Brittannië terug naar Norfolk voor herstellingen en reisde daarna met kapitein Stephen Decatur als gezagvoerder nabij de oostkust van New England voor het afdwingen van de embargorechten.

## Oorlog van 1812

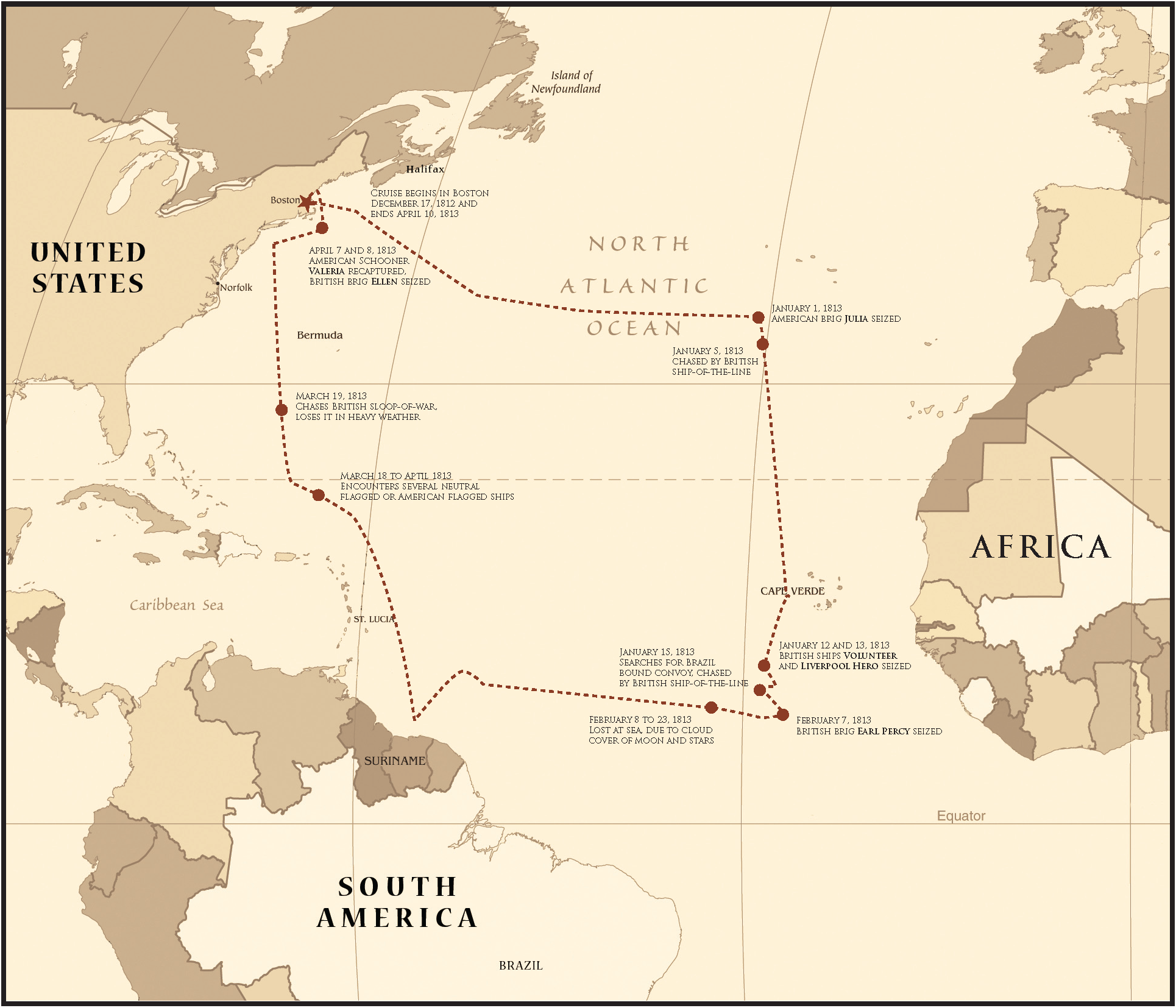
Kaart van de reis tijdens de Oorlog van 1812

Met het verwachte uitbreken van de oorlog van 1812 was voor de USS Chesapeake de voormalige nare ontmoeting met de HMS Leopard, een van de vele emotionele voorbereidingen. Hij was al gekaapt geweest en teruggebracht, zodat het aanvoelde als een smet op de United States Navy. De USS Chesapeake werd volledig uitgerust in Boston voor een lange Atlantische reistocht.
Tussen 13 december 1812 en 9 april 1813, ging zijn reikwijdte vanaf West-Indië tot aan de Afrikaanse westkust.
Daar kaapte hij vijf Britse handelsschepen en veroverde een Brits linieschip.
In Boston nam kapitein James Lawrence het commando over op de USS Chesapeake op 20 mei 1813, en op 1 juni nam hij op zee de ontmoeting waar van de naderende HMS Shannon, uitgerust met 38 kanonnen, die zijn opwachting maakte. De beide fregatten kregen voeling met elkaar en begonnen op elkaar in te schieten. Gedurende de zes minuten van de strijd, werden twee volle breedsalvo's afgevuurd aan beide partijen.
De USS Chesapeake werd zwaar getroffen door 326 kanonskogels, terwijl de HMS Shannon erg geraakt werd door 258 salvo's van de Amerikaan.
De USS Chesapeake onderging eerder in de vuurwisselende breedzijsalvo's, een treffer op het roer waardoor hij stuurloos werd geslagen.
Lawrence zelf werd dodelijk gewond en werd meteen onderdeks gedragen. De bemanning vocht dapper verder als toedracht aan het laatste bevel van de kapitein:

"Don't give up the ship. Fight her till she sinks!"

("Geef het schip niet op. Vecht totdat het zinkt!")

Maar ze werden door de vijand overrompeld. Het Amerikaanse fregat was zwaar beschadigd.
De zeeslag hield nog zo'n 13 minuten aan en doodde of verwondde 250 manschappen. Kapitein Broke van de HMS Shannon werd verscheidene malen verwond tijdens zijn leiding in het gevecht op de voorplecht. Uiteindelijk gaven de Amerikanen zich over en werd de bemanning als krijgsgevangenen weggevoerd naar Halifax, Nova Scotia.

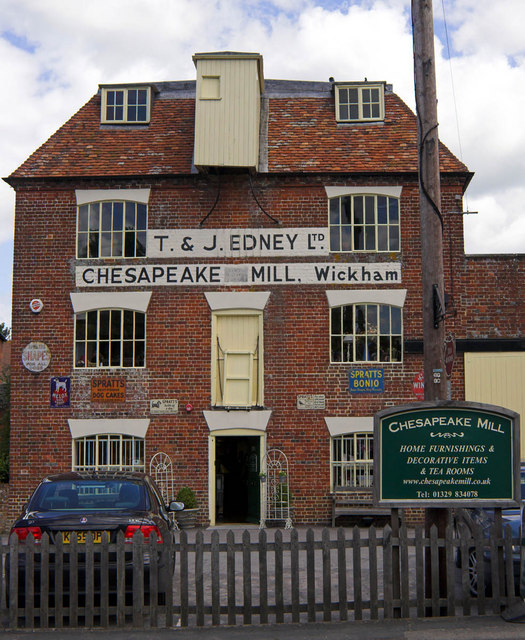
Chesapeake Mill, gebouwd met hout van de USS Chesapeake

Het veroverde Amerikaanse fregat, dat zwaar beschadigd was, werd hersteld en in dienst genomen bij de Royal Navy.
Het werd verkocht te Portsmouth in Engeland in 1820 en daarna ontmanteld en afgebroken. Overgebleven hout en scheepsmaterialen werden gebruikt voor de bouwwerken voor de nabijgelegen watermolen, die van Chesapeake Mill in Wickham bij Hampshire, op enkele kilometers van Portsmouth, Groot-Brittannië, en kan tot op vandaag de dag bezocht worden.
De originele messketel en een officierskoffer kan men bekijken in het Maritiem Museum of the Atlantic in Halifax, Nova Scotia. Het boegbeeld van de Chesapeake werd geplaatst buiten het hoofdadministratief bureau van Olau Line in de oude Royal Navy Dockyard van Sheerness, in het Engelse graafschap Kent, maar werd beschadigd door de beheerders van Medway Ports, tijdens een verhuizing in 1991. Kortom, de inboedel en de Chesapeake zelf werden verdeeld over de twee continenten.
Denkbeeldige verhalen van die zeeslag doen zich voor in de romans The Fortune of War door Patrick O'Brian, en The Key to Honor door Ron Wattanja. Er is van gedachten gewisseld voor aanwijzingen, met referenties voor het krijgstribunaal van Derde Luitenant William Sitgreaves Cox, in Robert Heinleins boek en de verfilming van Starship Troopers.
Deze verbintenis werd ook het onderwerp van een bekende bron van het Britse matrozenlied: The Chesapeake and the Shannon.

## USS Chesapeake (1799)
- Type: Fregat (zeilschip) - United States Navy
- Besteld: 27 maart 1794
- Te water gelaten: 2 december 1799
- In dienst gesteld: 1800
- Feit: Gekaapt door de Britten op 1 juni 1813
- Status: Afgebroken in 1820
- Verder gebruik: Het houtwerk werd gebruikt om de Chesapeake Mill in Wickham op te bouwen, en het boegbeeld kwam in Sheerness, Kent, Groot-Brittannië terecht. Verdere scheepsbenodigdheden verhuisden naar Halifax, Nova Scotia, Canada.

### Algemene kenmerken
- Waterverplaatsing: 1244 ton
- Lengte: 152 voet - 46,50 m
- Breedte: 41,3 voet - 12,60 m
- Diepgang: 20 voet - 6,10 m
- Bemanning: 340 officieren en matrozen

### Bewapening
- 20 x 31-pounders (dus kogels van 14,5 kg) carronades met korte loop: telkens 10 aan bakboord en stuurboord
- 28 x 18-pounders (dus kogels van 8 kg) kanonnen met lange loop: telkens 14 aan bakboord en stuurboord